# Donde viven los monstruos
Donde viven los monstruos (título original en inglés: Where the Wild Things Are) es un libro infantil escrito e ilustrado por el autor estadounidense Maurice Sendak. Fue publicado en 1963 y al año siguiente el autor recibió la medalla Caldecott en su autoría. También ganó el Boston Globe-Horn Book Award y fue un libro notable de la ALA (American Library Association, Asociación de Bibliotecas de Estados Unidos).

## Argumento
El libro cuenta la historia de Max, un niño incomprendido y rebelde cuya mayor fantasía es ser un monstruo que aterrorice a cualquiera. Una noche, después de hacer maldades y travesuras en su casa su madre lo castiga a irse a su habitación, la cual de pronto sufre una transformación y se convierte en una selva. Después de caminar un tiempo, llega a una costa en donde se encuentra un bote con su nombre, que decide tomar para navegar. Después de hacerlo durante un tiempo indefinido, arriba al lugar donde viven los monstruos, a los que cautiva. Será nombrado rey de todos los monstruos por ser el más temible de todos ellos. Sin embargo con el tiempo se va dando cuenta de que su forma de comportarse es realmente mala y es muy difícil ser un rey por lo que decide emprender su regreso a casa.

## Críticas
“Where the Wild Things Are” fue publicado en  1963 con bastante controversia: el libro era políticamente incorrecto para la época, dado que no mostraba una historia demasiado amorosa y al mismo tiempo temerosa. Los padres de familia de aquella época atribuían al cuento como una lectura que podía asustar a sus hijos, pero Sendak defendió su obra diciendo: “Los adultos son personas que tienden a sentimentalizar la infancia, a ser sobreprotectores y a pensar que los libros para niños han de amoldar y conformar la mente a los modelos aceptados de comportamiento, logrando niños sanos, virtuosos, sabios y felices.” El libro es un clásico vigente porque retrata los temores y deseos de la infancia en cada monstruo: berrinches, miedo al abandono, expresividad y liderazgo, entre otros.

## Adaptación cinematográfica de 2009
En 2009 se estrenó una película basada en este libro dirigida por Spike Jonze. Esta película presenta una mezcla curiosa de animación por computadora y muñecos reales como los que se utilizaban en películas como Cristal oscuro o Dentro del laberinto. En el reparto lo componen actores como Forest Whitaker o James Gandolfini prestando su voz a las criaturas fantásticas y teniendo por protagonista a Max Records.